# Праліс та квазіпраліси Вишківського лісництва
Пралі́с та квазіпраліси́ Ви́шківського лісни́цтва — пралісова пам'ятка природи місцевого значення в Україні. Розташована в межах Хустського району Закарпатської області, на південь від смт Вишково. 
Площа 65,4 га. Статус присвоєно згідно з рішенням облради від 16.07.2020 року № 1757. Перебуває у віданні ДП «Хустське ЛГ» (Вишківське лісництво, кв. 20, вид. 9, 15; кв. 23, вид. 3). 
Статус присвоєно для збереження у природному стані пралісу та квазіпралісу. В деревостані переважає бук. Територія пам'ятки природи розташована у верхів'ях потоку Вевть (ліва притока Малої Тиси), на висоті 750-850 м. над р. м (в межах Гутинського масиву).